# Hololepta pinguis
Hololepta pinguis är en skalbaggsart som beskrevs av Schmidt 1892. Hololepta pinguis ingår i släktet Hololepta och familjen stumpbaggar. Inga underarter finns listade i Catalogue of Life.